# Carex vulcani
Espèce
Classification phylogénétique
Carex vulcani est une espèce des plantes du genre Carex et de la famille des Cyperaceae.